# Đường sắt Čierny Hron
Đường sắt Čierny Hron (tiếng Slovak: Čiernohronská železnica hoặc ČHŽ) là một tuyến đường sắt khổ hẹp ở dãy núi Quặng Slovak. Tuyến đường  được xây dựng làm một tuyến đường sắt phục vụ cho các hoạt động khai thác gỗ trong rừng.

## Lịch sử
Tuyến đường sắt được lên kế hoạch xây dựng vào năm 1898. Đến năm 1908. Năm 1909, người ta bắt đầu sử dụng tuyến đường sắt thường xuyên để vận chuyển gỗ giữa Čierny Balog và Hronec. Mạng lưới vận chuyển gỗ được mở rộng. Đến giữa thế kỷ 20, tuyến đường sắt có tổng chiều dài là 131,97 km. Đây là mạng lưới đường sắt lâm nghiệp lớn nhất ở Tiệp Khắc.
Ngày 19 tháng 7 năm 1927, tuyến đường sắt được cho phép phục vụ vận tải hành khách giữa Čierny Balog và Hronec. Hoạt động này kéo dài đến năm 1962.

Tuyến đường sắt đóng cửa vào năm 1982, trở thành di sản quốc gia. Trong vài năm sau đó, các mạnh thường quân sửa chữa tuyến đường và đưa nó hoạt động trở lại vào năm 1992 như một tuyến đường sắt di sản cho khách du lịch. Tuyến đường sắt hiện nay dài 17 km, có các trạm dừng tại Chvatimech - Hronec - Čierny Balog - Vydrovo.

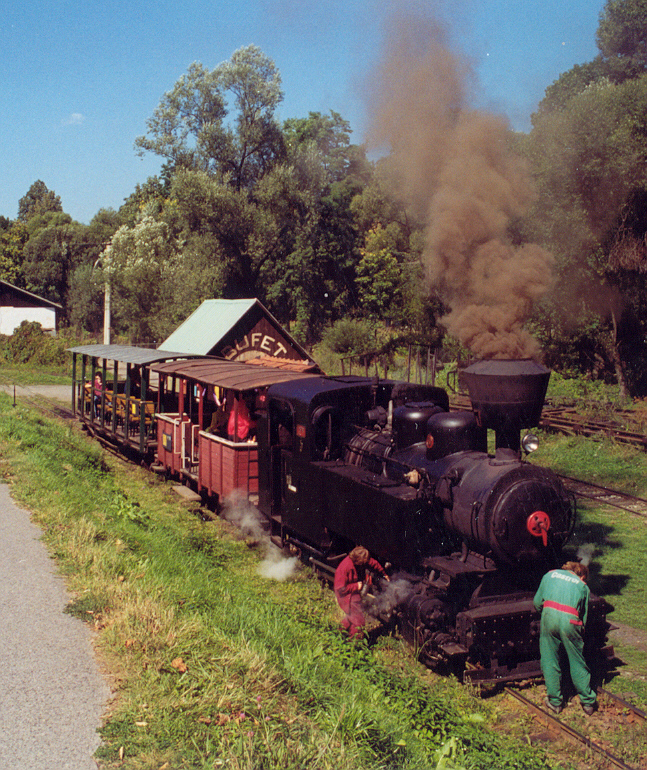
Chuyến tàu từ Hronec đến Čierny Balog.

Đây là tuyến đường sắt duy nhất trên thế giới đi qua giữa sân vận động bóng đá, đường ray tàu chạy dọc ngay phía trước khán đài sân vận động câu lạc bộ TJ Tatran Čierny Balog.